# Dear Slave
Dear Slave è il primo EP del gruppo musicale power metal giapponese Aldious. Il disco è stato realizzato indipendentemente nel 2009.

## Tracce
1. Bind – 5:06
2. 夜蝶 – 4:02
3. 紫苑 – 5:27
4. 夜想曲 (Vocal solo version) – 6:07